# Thomas Baring, 1. Earl of Northbrook

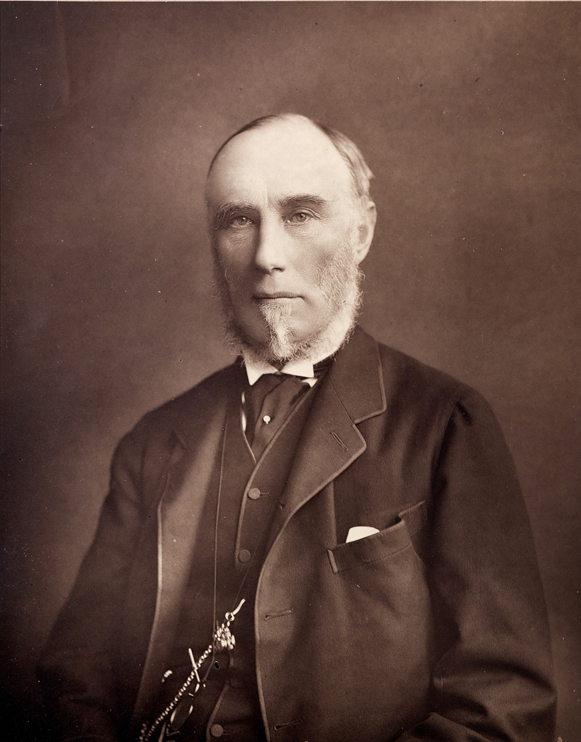
Thomas Baring, 1. Earl of Northbrook (1889)

Thomas George Baring, 1. Earl of Northbrook, GCSI, PC, FRS (* 22. Januar 1826; † 15. November 1904 in Stratton Park, East Stratton, Micheldever, Hampshire) war ein britischer Politiker der Liberal Party. Er war von 1857 bis 1866 Abgeordneter des House of Commons und von 1866 bis zu seinem Tod Mitglied des House of Lords. Er amtierte von 1872 bis 1876 als Generalgouverneur und Vizekönig von Indien und von 1880 bis 1885 als Erster Lord der Admiralität.
Baring engagierte sich zudem von 1879 bis 1880 als Präsident der Royal Geographical Society. Nach ihm wurde die am 14. August 1880 durch den britischen Polarforscher Benjamin Leigh Smith auf dessen vierter Polarfahrt entdeckte Northbrook-Insel im Franz-Josef-Lands im Arktischen Ozean benannt.

## Leben

### Familiäre Herkunft, Unterhausabgeordneter und Unterstaatssekretär

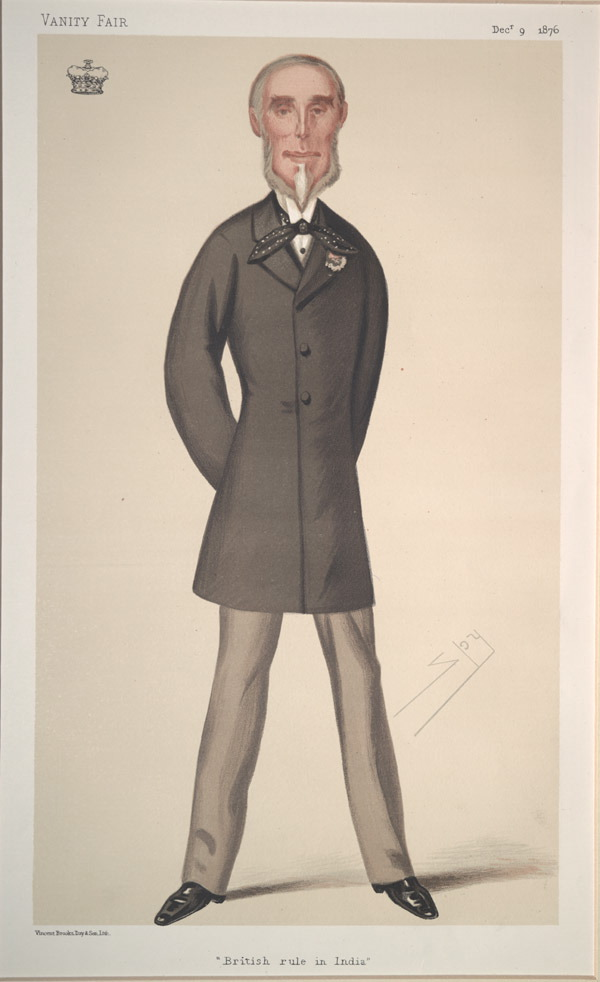
Thomas George Baring, 2. Baron Northbrook, in einer Karikatur von Spy in der Zeitschrift Vanity Fair vom 9. Dezember 1876

Thomas George Baring gehörte zum britischen Zweig der aus Norddeutschland stammenden Familie Baring. Er war ein Sohn des Politikers Francis Thornhill Baring, aus dessen Ehe mit Jane Grey. Sein Vater war von 1826 bis 1865 Abgeordneter im House of Commons, von 1839 bis 1841 Schatzkanzler sowie von 1849 bis 1852 Erster Lord der Admiralität war und 1866, als 1. Baron Northbrook geadelt, Mitglied des House of Lords wurde. Sein Großvater väterlicherseits Sir Thomas Baring, 2. Baronet war von 1806 bis 1832 ebenfalls Unterhausabgeordneter, während sein Großvater mütterlicherseits Sir George Grey, 1. Baronet Seeoffizier und zuletzt Flaggkapitän der Royal Navy war. Auch sein Urgroßvater väterlicherseits Sir Francis Baring, 1. Baronet war von 1784 bis 1790 sowie erneut zwischen 1794 und 1806 Unterhausabgeordneter und bekam am 11. Mai 1793 in der Baronetage of Great Britain den erblichen Titel Baronet, of the City of London, verliehen. Er selbst absolvierte nach dem Schulbesuch ein Studium am College Christ Church der University of Oxford, das er 1846 mit einem Master of Arts (M.A.) beendete. In der Folgezeit war er als Privatsekretär im Handelsministerium (Board of Trade), im Innenministerium (Home Office) sowie im Indienministerium (India Board) sowie in der Admiralität (Admiralty) tätig.
Am 27. März 1857 wurde Baring erstmals als Abgeordneter der Whigs, aus denen 1859 die Liberal Party hervorging, für das Borough Penryn and Falmouth ins House of Commons gewählt und hatte diesen Parlamentssitz bis zum 6. September 1866 inne. Zu Beginn seiner Parlamentszugehörigkeit war er von 1857 bis 1858 Lord der Admiralität und von 1859 bis 1861 Unterstaatssekretär im Ministerium für Indien (Under-Secretary for India). Nachdem er zwischen Januar und Juli 1861 Unterstaatssekretär im Kriegsministerium (Under-Secretary for War) war, fungierte er von 1861 bis 1864 abermals als Unterstaatssekretär im Ministerium für Indien. Im Anschluss war er zwischen 1864 und 1866 als Unterstaatssekretär im Innenministerium (Under-Secretary for the Home Department) sowie von April bis Juli 1866 Sekretär der Admiralität (Secretary of the Admiralty).

### Oberhausmitglied und Vizekönig von Indien
Beim Tod seines Vaters erbte Baring am 6. September 1866 dessen Adelstitel als 2. Baron Northbrook, den dieser erst wenige Monate zuvor am 4. Januar 1866 verliehen bekommen hatte. Er schied dadurch aus dem House of Commons aus und wurde stattdessen auf Lebenszeit Mitglied des House of Lords. Zugleich erbte er den nachgeordneten Titel als 4. Baronet, of the City of London. Er fungierte zwischen 1868 und 1872 abermals als Unterstaatssekretär im Kriegsministerium und wurde in dieser Zeit am 7. August 1869 auch Mitglied des Privy Council.
Am 3. Mai 1872 löste er Richard Bourke, 6. Earl of Mayo als Generalgouverneur und Vizekönig von Indien ab und bekleidete dieses Amt bis zum 12. April 1876, woraufhin Robert Bulwer-Lytton, 2. Baron Lytton seine Nachfolge antrat. Mit seinem Amtsantritt als Vizekönig und Generalgouverneur wurde er Knight Grand Commander des Order of the Star of India (GCSI). Während seiner Amtszeit fungierte sein Cousin Evelyn Baring als sein Privatsekretär.

### Präsident der Royal Geographical Society und Erster Lord der Admiralität

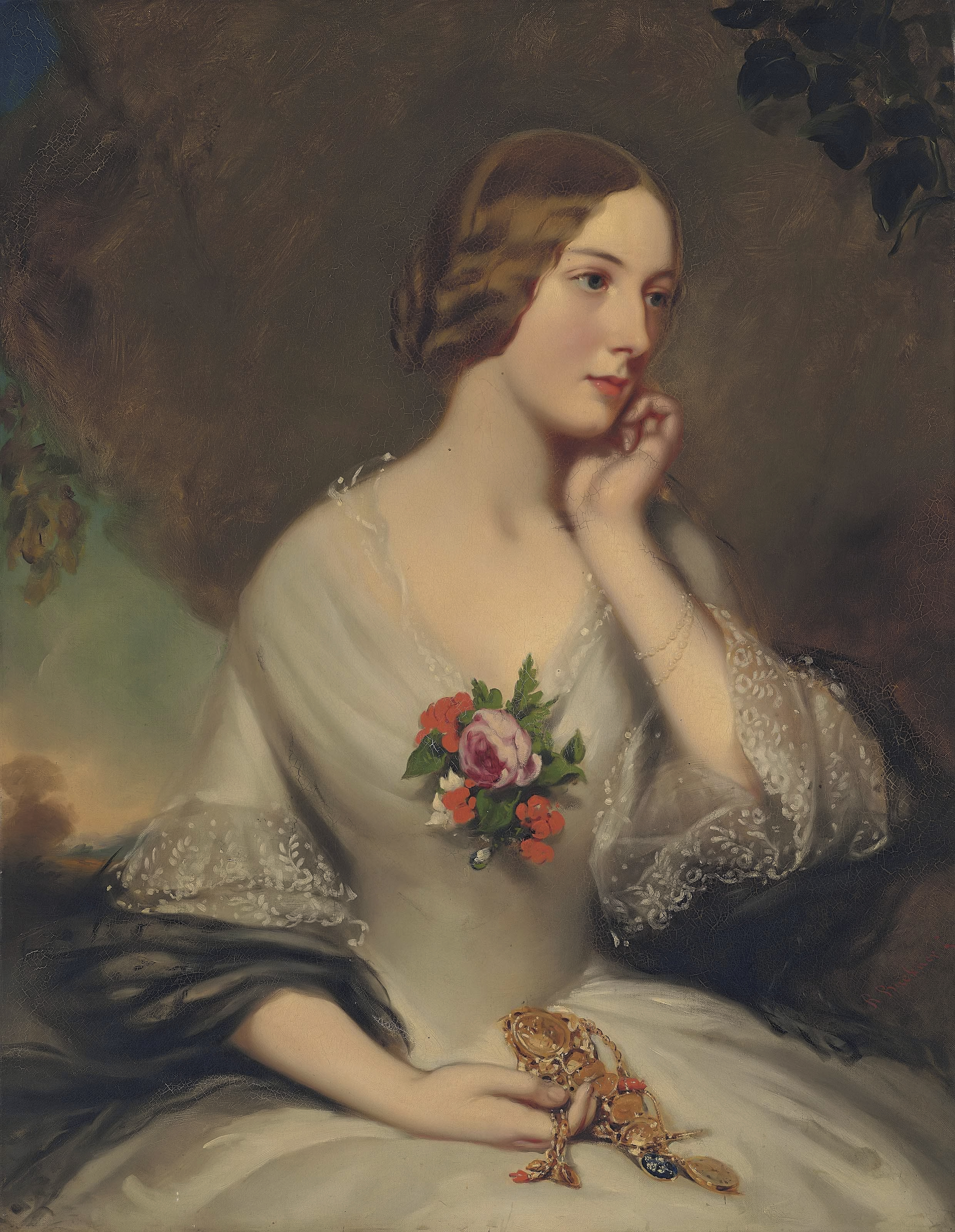
Mit Elizabeth Harriett Sturt war Thomas George Baring von 1848 bis zu deren Tode 1867 verheiratet (Gemälde von Richard Buckner)

Nach seiner Rückkehr wurde Thomas George Baring am 10. Juni 1876 auch zum Earl of Northbrook, in the County of Southampton, und Viscount Baring, of Lee in the County of Kent, erhoben. Am 21. Juni 1876 auch ein Ehrendoktor im Zivilrecht (Honorary D.C.L.) durch die University of Oxford verliehen. 1879 übernahm er von Rutherford Alcock die Funktion als Präsident der Royal Geographical Society und bekleidete diese bis zu seiner Ablösung durch Henry Bruce, 1. Baron Aberdare 1880. Er wurde am 8. Januar 1880 auch zum Fellow der Royal Society (F.R.S.) gewählt.
In der zweiten Regierung Gladstone übernahm er am 28. April 1880 das Amt als Erster Lord der Admiralität (First Lord of the Admiralty) sowie zugleich als Lord High Admiral und verblieb in diesen Positionen bis zum Ende der Amtszeit von Premierminister William Ewart Gladstone am 23. Juni 1885. In dieser Zeit fungierte er von 1881 bis 1904 als Ältester (Elder Brother) der Leuchtfeuerverwaltung, dem sogenannten Trinity House. Daneben war er zwischen August und November 1884 auch vorübergehend als Hochkommissar für Ägypten, ein Amt, das sein Cousin Evelyn Baring von 1883 bis 1907 bekleidete. Er löste 1890 Thomas Wade als Präsident der Royal Asiatic Society ab und verblieb in dieser Funktion bis zu seiner Ablösung durch Donald Mackay, 1. Baron Reay 1893. 1892 wurde ihm ein weiterer Ehrendoktor der Rechte (Honorary LL.D.) von University of Cambridge verliehen. Zuletzt amtierte er als Nachfolger von Henry Herbert, 4. Earl of Carnarvon, von 1890 bis 1904 als Lord Lieutenant von Hampshire, woraufhin Henry Paulet, 16. Marquess of Winchester, sein Nachfolger wurde.
Nach ihm wurde die am 14. August 1880 durch den britischen Polarforscher Benjamin Leigh Smith auf dessen vierter Polarfahrt entdeckte Northbrook-Insel im Franz-Josef-Lands im Arktischen Ozean benannt.

### Familie und Nachkommen
Thomas George Baring heiratete am 6. September 1848 in der St. Mary’s Church im Bryanston Square in Marylebone Elizabeth Harriett Sturt, Tochter von Henry Charles Sturt und Lady Charlotte Penelope Brudenell sowie eine Schwester des Unterhausabgeordneten Henry Sturt, der 1876 zum 1. Baron Alington erhoben wurde. Aus dieser Ehe gingen zwei Söhne sowie eine Tochter hervor. Der älteste Sohn Francis George Baring war zwischen 1880 und 1892 mit kurzer Unterbrechung ebenfalls Unterhausabgeordneter und erbte bei seinem Tod dessen Adelstitel als 2. Earl of Northbrook. Seine einzige Tochter Lady Jane Emma Baring war mit Colonel Hon. Henry George Louis Crichton verheiratet, einem Sohn von John Crichton, 3. Earl Erne. Sein zweiter und jüngster Sohn Hon. Arthur Napier Thomas Baring starb bereits am 7. September 1870 im Alter von nur 16 Jahren.
Nachdem seine Frau Elizabeth Harriett Sturt am 3. Juni 1867 im Alter von 40 Jahren verstorben war, heiratete Thomas George Baring nicht erneut, und blieb bis zu seinem Tod am 15. November 1904 Witwer. Bei seinem Tod hinterließ er ein Vermögen von 247.000 Pfund Sterling.

## Veröffentlichung
- Journals and Correspondence of Sir Francis Thornhill Baring, Lord Northbrook, posthum 1905.